# راست‌گوشه‌ایان
راست‌گوشه‌ایان (نام علمی: Orthogoniinae) نام یک زیرخانواده از تیره سوسک‌های زمینی است.